# Canthium ciliatum
Canthium ciliatum är en måreväxtart som först beskrevs av David Nathaniel Friedrich Dietrich, och fick sitt nu gällande namn av Carl Ernst Otto Kuntze. Canthium ciliatum ingår i släktet Canthium och familjen måreväxter. Inga underarter finns listade i Catalogue of Life.